# ترانس‌آتلانتیس
ترانس‌آتلانتیس (آلمانی: Transatlantis) یک فیلم درام آلمانی است که در سال ۱۹۹۵ منتشر شد. این فیلم در چهل و پنجمین دورهٔ جشنواره بین‌المللی فیلم برلین به نمایش درآمد.

## گزیدهٔ بازیگران
- دانیل اولبریخسکی
- یورگ هوبه
- ماوگوژاتا گبل
- هری میچر